# José Cavalcante de Souza
José Cavalcante de Souza (Cariús, 1925 – São Paulo, 24 de maio de 2020) foi um filósofo, linguista, pesquisador e professor universitário brasileiro.
Pioneiro nos Estudos Clássicos no Brasil, José era professor emérito aposentado da Universidade de São Paulo (USP) e da Universidade de Campinas (Unicamp). Profundo conhecedor da língua e da literatura gregas, José dividiu suas atividades com o Departamento de Letras Clássicas e a disciplina de História da Filosofia Antiga na USP.

## Biografia
José nasceu na cidade de Cariús, no Ceará, em 1925. Completou o ensino básico onde iniciou os estudos de francês, inglês e latim no Ginásio do Crato. Em Fortaleza, cursou Letras Clássicas na Faculdade Católica de Fortaleza. Lecionou francês na Aliança Francesa e 1951 recebeu uma bolsa de estudos da instituição, embarcando para a França em seguida para se aprofundar em estudos clássicos.
Ao retornar ao Brasil, mudou-se para São Paulo em 1953, onde lecionou latim em colégios da cidade até 1956, ano em que ingressou na Universidade de São Paulo. Foi o primeiro a receber o título de Doutor em Estudos Clássicos por uma universidade brasileira. Sua tese foi uma tradução do Simpósio, de Platão, sob orientação do professor francês Robert Henri Aubreton. Essa tradução foi posteriormente publicada em livro em 1966 pela editora Difel.
Em sentido contrário à tendência atual dos estudiosos de Estudos Clássicos no Brasil que vertem os textos que escrevem para o inglês, e gostam de traduzir para o português o que se produz na Europa ou nos Estados Unidos, José vertia os textos clássicos brasileiros para o grego do século IV a.C.

## Morte
José morreu em 24 de maio de 2020, na capital paulista, em decorrência de sequelas após um AVC ocorrido anos antes, que o deixara paralisado.